# Rhadinella pilonaorum
Rhadinella pilonaorum är en ormart som beskrevs av Stuart 1954. Rhadinella pilonaorum ingår i släktet Rhadinella och familjen snokar. Inga underarter finns listade i Catalogue of Life.
Denna orm förekommer med flera från varandra skilda populationer i Guatemala och El Salvador. Arten lever i låga bergstrakter mellan 650 och 950 meter över havet. Den vistas i torra skogar med tallar och ekar. Honor lägger ägg.
Beståndet hotas av skogsröjningar. IUCN listar arten som nära hotad (NT).